# Lonesome Traveler (sång)
Lonesome Traveler (amerikansk engelska, på brittisk engelska Lonesome Traveller) är en sång skriven av Lee Hays. Första inspelningen gjordes av Gordon Jenkins med orkester tillsammans med The Weavers 1950. Den har därefter spelats in av, bland andra, Lonnie Donegan (1958), Trini Lopez (1963), The Seekers (1965), Marianne Faithfull (1965) och Ray Bryant (1966).